# Semenovia propinqua
Semenovia propinqua är en flockblommig växtart som först beskrevs av James Edward Tierney Aitchison, och fick sitt nu gällande namn av Ida P. Mandenova. Semenovia propinqua ingår i släktet Semenovia och familjen flockblommiga växter. Inga underarter finns listade i Catalogue of Life.